# Лакемахер, Готфрид Иоганн
Готфрид Иоганн Лакемахер (нем. Lackemacher; 1695—1736) — известный в своё время филолог-востоковед.
Был профессором греческого языка в Гельмштедтском университете. Главные работы: «Observationes philologicae», «Antiquitates Graecorum Sacrae», «Disputationes de Alvendi Arabum philosopho», «Elementa linguae arabicae», «De Studio rabbinico a recentiorum quorundam criminationibus vindicato».